# Barnsen

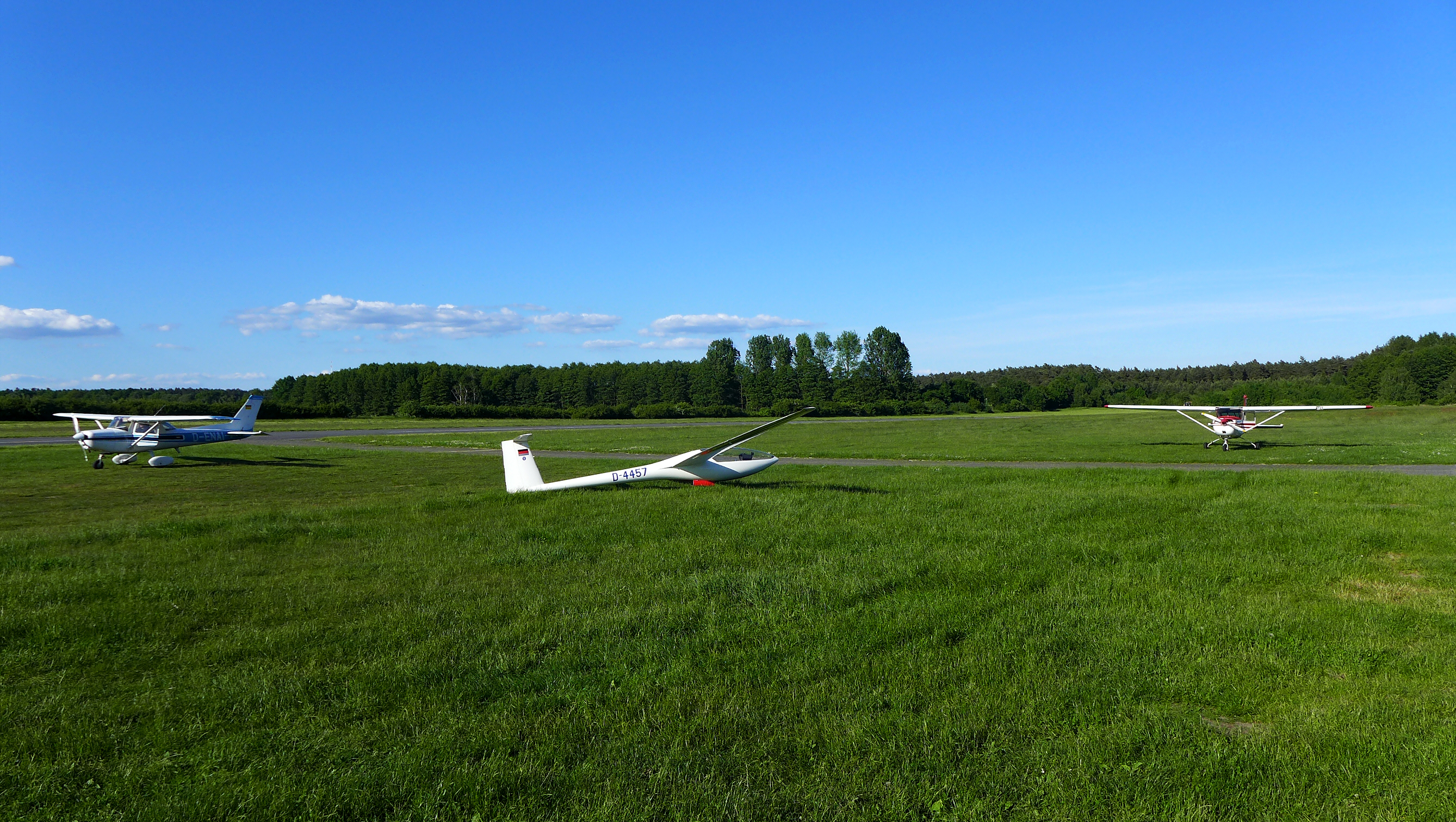
Flugplatz Barnsen (2013). Er gehört zur Gemeinde Gerdau, ist aber auch bekannt unter der Bezeichnung Flugplatz Uelzen mit der Kennung EDVU. Der Flugplatz ist Standort des Luftsportvereins Cumulus

Barnsen ist ein Ortsteil der Gemeinde Gerdau in der Samtgemeinde Suderburg im Landkreis Uelzen. Dieser liegt im Nordosten von Niedersachsen.
Der Ort liegt nordöstlich des Kernbereichs von Gerdau und westlich des Kernbereichs von Uelzen. Südlich vom Ort fließt die Gerdau, der 30 km lange, linke bzw. westliche Quellfluss der Ilmenau. Weiter südwestlich erstreckt sich das 398 ha große Naturschutzgebiet Mönchsbruch. Südlich vom Ort verläuft zudem die B 71.
Die Protestanten von Barnsen gehören zum Einzugsbereich der evangelisch-lutherischen Kirchengemeinde Gerdau mit der St. Michaeliskirche.